# El elefante del sultán
El elefante del sultán es una obra mecánica realizada por la compañía de teatro francesa Royal de luxe, esta se ha presentado en Francia, Bélgica e Inglaterra.
La presentación trata sobre una niña que debe detener a un elefante que ha causado destrozos. Ella para ir a atrapar al elefante debe hacer una larga travesía, por eso ella antes debe dormir, ducharse, comer etc.